# Movida madrileña

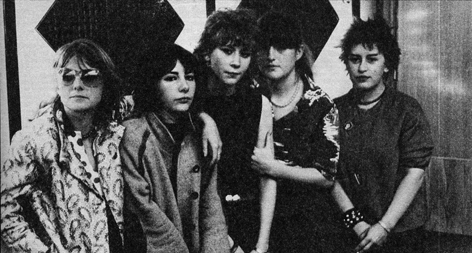
Las Chinas, Pop um 1980, der Kleiderstil der Movida ist zwischen Pop, Punk und Gothic angesiedelt

Die Movida Madrileña [moˈβiða maðɾiˈleɲa] (spanisch für Madrider Bewegung) war eine Kulturbewegung der städtischen Jugend, welche in den ersten Jahren nach dem Franquismus entstanden ist und bis in die Achtzigerjahre andauerte. Im weiteren Sinn umfasst die Movida auch das Kunstschaffen der Zeit, vor allem des audiovisuellen Ausdrucks. Als Ereignis endete sie in einer Phase zunehmender touristischer Kommerzialisierung und mit einer kulturellen Kanonisierung in Form von ihr gewidmeten Ausstellungen ab Mitte der 1990er Jahre.
Die Konnotation von Movida, von spanisch mover (se) für (sich) bewegen, ist, dass sie sich als Antagonismus auf die franquistische Staatspartei Movimiento Nacional bezieht, die sich in ihrer Kurzform als Movimiento (Bewegung) bezeichnete. So wurde Movida ein politisches Schlagwort. Dennoch hatte die Movida kein erklärtes politisches Programm. Der Einfluss der Beat Generation, der Nouvelle vague und Punk ist erkennbar.

## Geschichte
Nach dem Tod Francos im Jahre 1975 und dem folgenden Übergang Spaniens zur Demokratie – der Transición – genossen viele Spanierinnen und Spanier unvermittelt Freiheiten, die ihnen zuvor verwehrt geblieben waren. Am 1. April 1977 wurde die Zensur vollständig aufgehoben. Dies führte in der Hauptstadt Madrid zu einer Bewegung, die alles Schrille und Exaltierte durchleben wollte und die sehr hedonistische Züge annahm. 
Zugehörigkeit wurde durch das Madrider Argot Cheli signalisiert, das schriftlich auf den im Spanischen fremden Buchstaben K setzte. Als Auftakt bzw. erste öffentlich wahrnehmbare Erscheinung der Movida gilt das Gedenkkonzert für den im Januar 1980 bei einem Verkehrsunfall verunglückten Canito, Schlagzeuger der Band Tos (kurz danach als Los Secretos neu gegründet), das am 9. Februar 1980 in der Hochschule für Bauingenieurwissenschaften an der Universidad Politécnica de Madrid unter anderem mit Auftritten von Nacha Pop und Alaska y los Pegamoides stattfand.

## Personen und Orte
Der heute international bekannteste Vertreter der Movida Madrileña ist der Filmregisseur und Drehbuchautor Pedro Almodóvar. Dessen erste Filme wie z. B. „Pepi, Luci, Bom und andere Mädchen aus der Bande“ (Pepi, Luci, Bom y otras chicas del montón) von 1980 reflektierten den Aufbruch und Tabubruch der Movida. Auch der Filmemacher Iván Zulueta ging mit der Bewegung mit und prägte sie mit Arrebato (1979), der als der Kultfilm dieser Jahre gilt.
Die Movida war mehr kulturell als politisch. Weitere bedeutende Akteure waren die Musiker Aviador Dro und Alaska y Dinamarca, die Popgruppen Mecano, Leño, Barón Rojo, Kaka de Luxe, Los Nikis und Radio Futura, der Graffiti-Künstler Muelle (spanisch für Feder), die Zeichner Javier Mariscal, Nazario Luque und BD Ceespe (eigentlich Carlos Sánchez Pérez), die Fotografin Ouka Leele und die Modedesignerin Ágatha Ruiz de la Prada. In Katalonien ritt das musikalische Dúo Dinámico mit Texten in Katalanisch auf der Welle der Movida. Luque gründete 1973 die Zeitschrift El Rrollo Enmascarado.
Der Underground der Movida ereignete sich im El Pentagrama (El Penta), El Sol oder Rock-Ola. Das Fanzine Madrid me mata gab die Linie vor. Auch El Víbora und Luna de Madrid richteten sich an diese neue urbane Leserschaft. In Madrid waren es die Stadtteile Rastro, Malasaña und La Latina, die von der    Movida animiert wurden. In geringerem Umfang fand sich der Ausdruck dieses neuen Lebensstils in Großstädten wie Barcelona, Valencia und Sevilla. Die Movida fand aber auch Anhänger und Nachahmer bis ins weit entfernte Vigo. Dies wurde durch in erster Linie sozialistische Politiker wie den damaligen Madrider Bürgermeisters Enrique Tierno Galván forciert. Sie unterstützten diese Kulturbewegung, um einen deutlichen Bruch zwischen der Gesellschaft der Post-Franco-Zeit und der der Demokratie zu provozieren. Dies hatte den Vorteil, dass man das ehemals anachronistische und faschistische Land im Ausland als modern und aufgeschlossen präsentieren konnte, obwohl es in vielen Bereichen immer noch im franquistischen Trott feststeckte.

## Das Erbe der Movida
Eine der zentralen Stätten der Movida war das El Sol, in dem bis zum heutigen Tag (Stand 2020) Veranstaltungen (Konzerte und Partys) stattfinden. Bars finden sich in Madrid nur noch vereinzelte aus dieser Zeit, wie El Penta oder La vía láctea im Stadtviertel Malasaña, die bis heute (ebenfalls Stand 2020) überlebt haben.